# Antiguo Colegio del Buen Consejo
El Antiguo Colegio del Buen Consejo es un edificio de estilo historicista neogótico, ubicado en el Ensanche Modernista en la calle Lope de Vega de la ciudad española de Melilla, sede de la Universidad Nacional de Educación a Distancia que forma parte del Conjunto Histórico Artístico de la Ciudad de Melilla, un Bien de Interés Cultural.

## Historia
Fue construido entre 1913 y 1917, según diseño de Francisco Carcaño Mas para el Colegio del Buen Consejo de las Hermanas Franciscanas Terciarías, fundado por Sor Alegría y Sor María Josefina. En 1924 se amplió en una planta, según proyecto del arquitecto Enrique Nieto y entre junio (proyecto) 1927 se construyó la capilla, inaugurada el 15 de diciembre de 1928 y se decoró la fachada con adornos neogóticos, según proyecto de José Pérez Reyna. En 1950 se amplió en otra planta el edificio, según proyecto de nuevo de Enrique Nieto y en 1954 el arquitecto Eduardo Caballero Monrós construyó en la azotea y retranqueada la vivienda del conserje.
Fue adquirido por el Ayuntamiento de Melilla en 1983y remodelado —siendo inaugurado el 20 de diciembre de 1986 por el ministro de Cultura, Javier Solana— para a ser sede de la Universidad Nacional de Educación a Distancia (UNED), según proyecto del arquitecto Diego Jiménez Bueno.

## Descripción
Está construido con piedra de la zona y ladrillo macizo para los muros, y vigas de hierro y bovedillas del mismo ladrillo para los techos. Cuenta con planta baja y otras dos más con un patio central con galerías entre las que se distribuyen las clases.
Sus fachadas son relativamente simples, con paños simulando almohadillado y ventanas con arcos escarzanos, con molduras en la planta principal, con pilastras que acaban en pináculos.

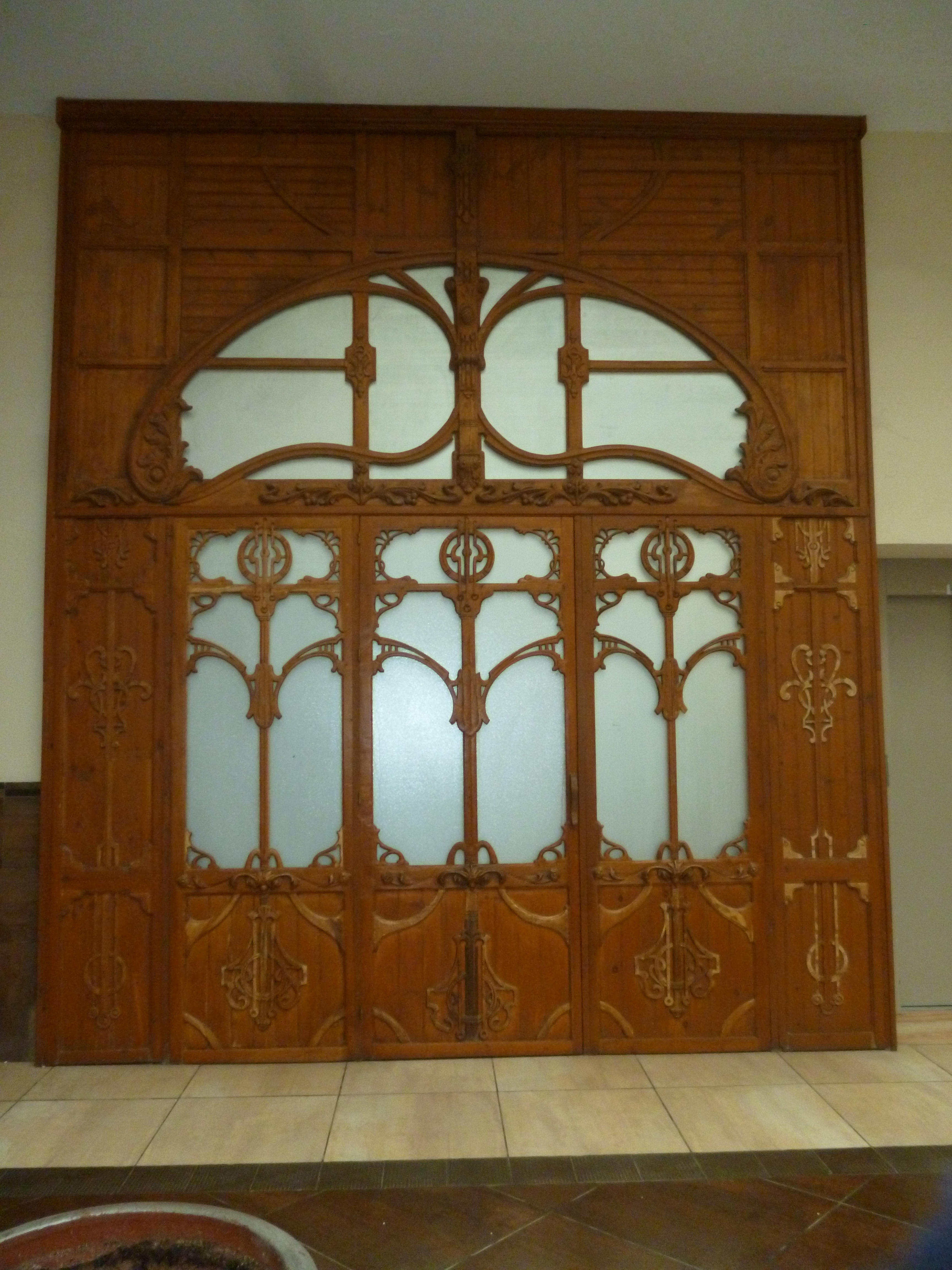
Puerta de la Capilla

En su interior destaca el salón de actos, la antigua capilla, con su espectacular techo de artesonado.